# Santa Maria da Apresentação (título cardinalício)
Santa Maria da Apresentação (em latim, S. Mariae de Praesentatione) é um título cardinalício instituído em 24 de novembro de 2007, pelo Papa Bento XVI, por meio da bula papal Purpuratis Patribus.

## Titulares protetores
- Francisco Robles Ortega (2007- )